# Floris II van Holland
Floris II (ca. 1084 – 2 maart 1121) bijgenaamd de Vette of de Dikke, was de eerste Friese graaf die in teksten 'graaf van Holland' genoemd werd ("Florentius comes de Hollant"). Dit was in een oorkonde van bisschop Burchard van Lechsgemünd van Utrecht, geproduceerd in het jaar 1101. Geschiedschrijvers laten daarom vaak bij Floris II het graafschap Holland beginnen en de periode van West-Frisia eindigen.

## Geschiedenis
Floris werd rond 1084 geboren als de oudste zoon van graaf Dirk V en gravin Othilde. Niet lang voor 1108 trouwde Floris II met Petronilla van Lotharingen (+1144) uit het huis van de Elzas, dochter van Diederik II van Lotharingen, de hertog van Opper-Lotharingen (+1115) en een halfzus van de Rooms-Duitse koning en keizer Lotharius III van Supplinburg (1075–1137). 
Door de ontginning van de veengebieden langs de grote rivieren Rijn, Merwede, Lek en Maas en de opbrengsten daarvan verwierf Floris veel inkomsten. Ook door tolheffing met name bij Vlaardingen / Geervliet in de Maasmond waren zijn inkomsten voor die tijd erg hoog. Hij staat in de bronnen bekend als zeer rijk. Hij gaf waarschijnlijk ook niet veel uit, want van hem en uit zijn tijd zijn geen oorlogshandelingen bekend. Onder Floris' bewind zouden diverse houten kerken zijn vervangen door kerken van tufsteen, maar daar zijn tegenwoordig de nodige twijfels over.
Floris overleed in 1121, maar ondanks dat zijn oudste zoon Dirk toen 13 jaar oud was, en juridisch volwassen, is gravin Petronilla nog tot 1131 regent voor haar zoon geweest. Graaf Floris is begraven in de abdij van Egmond.
Floris en Petronilla kregen de volgende vier kinderen:
- Dirk VI
- Floris de Zwarte
- Simon, kanunnik te Utrecht
- Hedwig (ovl. 1132), non

## Voorouders
| Voorouders van Floris II van Holland  | Voorouders van Floris II van Holland                                              | Voorouders van Floris II van Holland                                              | Voorouders van Floris II van Holland                                              | Voorouders van Floris II van Holland                                              | Voorouders van Floris II van Holland                                        | Voorouders van Floris II van Holland                                        | Voorouders van Floris II van Holland                                        | Voorouders van Floris II van Holland                                        |
| ------------------------------------- | --------------------------------------------------------------------------------- | --------------------------------------------------------------------------------- | --------------------------------------------------------------------------------- | --------------------------------------------------------------------------------- | --------------------------------------------------------------------------- | --------------------------------------------------------------------------- | --------------------------------------------------------------------------- | --------------------------------------------------------------------------- |
| Overgrootouders                       | Dirk III van West-Frisia (982 - 1039) ∞ Othelhilde (985 - 1044)                   | Dirk III van West-Frisia (982 - 1039) ∞ Othelhilde (985 - 1044)                   | Bernhard II van Saksen (990 - 1056) ∞ 1020 Eilika van Schweinfurt (1005 - 1059)   | Bernhard II van Saksen (990 - 1056) ∞ 1020 Eilika van Schweinfurt (1005 - 1059)   | ? (-) ∞ ? (-)                                                               | ? (-) ∞ ? (-)                                                               | ? (-) ∞ ? (-)                                                               | ? (-) ∞ ? (-)                                                               |
| Grootouders                           | Floris I van West-Frisia (1025 - 1061) ∞ 1050 Geertruida van Saksen (1033 - 1114) | Floris I van West-Frisia (1025 - 1061) ∞ 1050 Geertruida van Saksen (1033 - 1114) | Floris I van West-Frisia (1025 - 1061) ∞ 1050 Geertruida van Saksen (1033 - 1114) | Floris I van West-Frisia (1025 - 1061) ∞ 1050 Geertruida van Saksen (1033 - 1114) | ? (-) ∞ ? (-)                                                               | ? (-) ∞ ? (-)                                                               | ? (-) ∞ ? (-)                                                               | ? (-) ∞ ? (-)                                                               |
| Ouders                                | Dirk V van West-Frisia (1054 - 1091) ∞ Othelhildis van Saksen (1065 - 1120)       | Dirk V van West-Frisia (1054 - 1091) ∞ Othelhildis van Saksen (1065 - 1120)       | Dirk V van West-Frisia (1054 - 1091) ∞ Othelhildis van Saksen (1065 - 1120)       | Dirk V van West-Frisia (1054 - 1091) ∞ Othelhildis van Saksen (1065 - 1120)       | Dirk V van West-Frisia (1054 - 1091) ∞ Othelhildis van Saksen (1065 - 1120) | Dirk V van West-Frisia (1054 - 1091) ∞ Othelhildis van Saksen (1065 - 1120) | Dirk V van West-Frisia (1054 - 1091) ∞ Othelhildis van Saksen (1065 - 1120) | Dirk V van West-Frisia (1054 - 1091) ∞ Othelhildis van Saksen (1065 - 1120) |
| Floris II van Holland (1084 - 1121)’' |                                                                                   |                                                                                   |                                                                                   |                                                                                   |                                                                             |                                                                             |                                                                             |                                                                             |